# Lilium columbianum
Lilium columbianum là một loài thực vật có hoa trong họ Liliaceae. Loài này được Leichtlin miêu tả khoa học đầu tiên năm 1871.